# Caradrina bistrigata
Caradrina bistrigata är en fjärilsart som beskrevs av Bremer och William Grey 1853. Caradrina bistrigata ingår i släktet Caradrina och familjen nattflyn. Inga underarter finns listade i Catalogue of Life.